# Gare de Weilerbach
La gare de Weilerbach était une gare ferroviaire luxembourgeoise de la ligne d'Ettelbruck à Grevenmacher, située dans la localité de Weilerbach, sur le territoire de la commune de Berdorf, dans le canton d'Echternach.
C'était une gare voyageurs de la Société nationale des chemins de fer luxembourgeois (CFL), avant sa fermeture en 1964.

## Situation ferroviaire
Établie à 166 mètres d'altitude, la gare de Weilerbach était située au point kilométrique (PK) 25 de la ligne d'Ettelbruck à Grevenmacher, entre les gares aujourd'hui fermées de Bollendorf-Pont et d'Echternach.
La gare avait la particularité d'être à l'embranchement du raccordement vers les usines de Weilerbach sur la commune de Bollendorf en Allemagne, de l'autre côté de la Sûre.

## Histoire
La gare de Weilerbach est mise en service par la Compagnie des chemins de fer Prince-Henri, lors de l'ouverture à l'exploitation de la section de Diekirch à Echternach de la ligne d'Ettelbruck à Grevenmacher le 8 décembre 1873.
La gare est fermée le 27 mai 1964, en même temps que le trafic voyageurs sur la section Diekirch-Echternach de la ligne d'Ettelbruck à Grevenmacher.

## Service des voyageurs
Gare fermée depuis le 27 mai 1964. Il ne reste plus aucun vestige de la gare.